# Nguyễn Văn Quyết (cầu thủ bóng đá)
Nguyễn Văn Quyết (sinh ngày 1 tháng 7 năm 1991) là một cầu thủ bóng đá chuyên nghiệp người Việt Nam đang thi đấu ở vị trí tiền đạo cánh hoặc tiền vệ tấn công cho câu lạc bộ Hà Nội.
Trưởng thành từ lò đào tạo Thể Công, Nguyễn Văn Quyết đã dành phần lớn sự nghiệp của mình để cống hiến cho câu lạc bộ Hà Nội, nơi anh cùng đội bóng thống trị giải quốc nội với 5 chức vô địch V.League 1, 3 Cúp Quốc gia và 4 Siêu Cúp Quốc gia.
Ở cấp độ quốc tế, Văn Quyết có trận đấu ra mắt đội tuyển Quốc gia Việt Nam vào năm 2011. Anh hiện đang đứng thứ 5 trong danh sách các cầu thủ ghi nhiều bàn thắng nhất cho đội tuyển Việt Nam với 18 bàn thắng.

## Xuất thân
Nguyễn Văn Quyết sinh năm 1991 tại Hữu Bằng, Thạch Thất, Hà Tây (nay là Hà Nội). Anh là con út trong một gia đình có 5 anh chị em. Từ nhỏ, anh đã có ước mơ trở thành một cầu thủ bóng đá. Gia đình anh làm nghề kinh doanh đồ gỗ nên kinh tế rất khá giả, con đường đến với bóng đá của Quyết cũng không quá trắc trở so với bạn bè đồng trang lứa.

## Sự nghiệp câu lạc bộ

### Thể Công / Viettel
Năm 2005, Nguyễn Văn Quyết đến tập luyện tại lò đào tạo trẻ Thể Công với mục tiêu trở thành cầu thủ bóng đá chuyên nghiệp. Dưới sự đào tạo của các chuyên gia lò Thể Công, anh nhanh chóng chứng minh được tài năng của mình, trở thành nhân tố nổi bật ở các giải trẻ quốc gia.
Mùa giải 2009, Văn Quyết là đội trưởng của đội trẻ Viettel thi đấu tại giải hạng nhì Quốc gia. Mùa 2010, khi Thể Công đã giải thể, Quyết cùng đội Viettel tiếp tục thi đấu tại giải hạng nhất Quốc gia 2010. Tại giải đấu này, anh là cầu thủ nội ghi nhiều bàn thắng nhất với tổng cộng 8 bàn trong đó có một cú hat-trick vào lưới Tiền Giang.

### Hà Nội
Sau mùa giải 2010, đội Viettel được chuyển giao cho Tập đoàn T&T và đổi tên thành "Câu lạc bộ Hà Nội" (tiền thân của câu lạc bộ Sài Gòn) tiếp tục thi đấu ở giải hạng nhất. Trong lứa cầu thủ được chuyển giao chỉ có Văn Quyết được câu lạc bộ Hà Nội T&T để mắt tới và trở thành cầu thủ của đội bóng này từ đầu năm 2011.
Trong màu áo Hà Nội T&T, Văn Quyết nhanh chóng khẳng định được giá trị của mình bằng lối chơi thông minh, tốc độ và kỹ thuật tốt. Mùa giải 2012, Văn Quyết giành giải thưởng Cầu thủ xuất sắc nhất tháng 1 của V.League. Kết thúc mùa giải, Văn Quyết là cầu thủ nội ghi được nhiều bàn thắng nhất với 12 pha lập công dù không đá tiền đạo, nhưng anh cũng đã phải nhận tới 10 thẻ vàng và một thẻ đỏ.
Ngày 12 tháng 3 năm 2016, trong những phút cuối của trận đấu Hà Nội T&T gặp Khánh Hòa, Văn Quyết đã phải nhận thẻ đỏ sau tình huống xô ngã trọng tài. Chiều ngày 14 tháng 3, anh chính thức nhận án phạt từ ban kỷ luật VFF là cấm thi đấu 5 trận và phạt 15 triệu đồng. Trước đó, anh cũng bị loại khỏi danh sách tập trung đội tuyển Việt Nam chuẩn bị cho hai trận đấu gặp Đài Loan (ngày 24 tháng 3) và Iraq (ngày 29 tháng 3).
Mùa giải 2020 là mùa giải Văn Quyết đã để lại dấu ấn đậm nét trong hành trình vô địch Cúp quốc gia của câu lạc bộ Hà Nội với 5 bàn thắng và 2 đường kiến tạo. Chỉ tính riêng tại V.League, anh đã có 6 bàn thắng và 7 đường kiến tạo góp công giúp đội bóng Thủ đô giành ngôi á quân. Tại lễ trao giải V.League Awards 2020, anh được bầu chọn là Cầu thủ xuất sắc nhất mùa giải. Ngày 12 tháng 1 năm 2021, Văn Quyết có lần đầu tiên đoạt giải Quả bóng vàng Việt Nam. Sau đó, anh tiếp tục được bầu chọn là Vận động viên tiêu biểu của năm 2020. Đây là lần đầu tiên trong lịch sử giải thưởng này, một cầu thủ bóng đá đứng đầu danh sách 10 vận động viên tiêu biểu của năm.
Ngày 24 tháng 7 năm 2022, Văn Quyết ghi một bàn trong trận thắng Hồng Lĩnh Hà Tĩnh, qua đó chính thức vượt qua Hoàng Vũ Samson để trở thành cầu thủ ghi nhiều bàn thắng nhất câu lạc bộ Hà Nội với 137 pha lập công tính trên mọi đấu trường. Cuối tháng 8, anh đã giành giải thưởng cầu thủ xuất sắc nhất tháng của V.League khi cùng Hà Nội giành 3 chiến thắng và 1 trận hòa.  Ngày 28 tháng 10, trang chủ câu lạc bộ Hà Nội thông báo gia hạn hợp đồng thành công với Văn Quyết, theo đó anh sẽ gắn bó với đội bóng Thủ đô đến hết mùa giải 2025. Kết thúc mùa giải 2022, Quyết ra sân tổng cộng 21 trận và ghi 9 bàn thắng tính trên mọi đấu trường, góp công lớn giúp Hà Nội FC giành ngôi vô địch V.League 1 và Cúp quốc gia. Tại lễ trao giải V.League Awards 2022, Văn Quyết được tôn vinh ở 2 giải "Cầu thủ xuất sắc nhất V.League 1" và "Đội hình tiểu biểu của V.League 1".
Văn Quyết mở đầu mùa giải 2023 cùng Hà Nội FC với chức vô địch Siêu cúp Quốc gia sau chiến thắng 2–0 trước Hải Phòng. Cá nhân anh cũng được bình chọn là Cầu thủ xuất sắc nhất trận đấu. Sau đó, anh tiếp tục duy trì phong độ cao khi ghi liền 4 bàn trong 3 trận đấu quan trọng trước Viettel, Công an Hà Nội và Hà Tĩnh. Ngày 25 tháng 2 năm 2023, Văn Quyết giành Quả bóng vàng lần thứ 2 trong sự nghiệp. Cuối tháng 3, anh tiếp tục được vinh danh là Cầu thủ xuất sắc nhất tháng 2 của V.League 2023. Ngày 13 tháng 4, Văn Quyết chính thức đạt thành tích 100 bàn thắng tại V.League 1, khi lập cú đúp trong trận thắng 3–0 trước Hải Phòng.
Ngày 17 tháng 4, sau trận đấu với Topenland Bình Định, Văn Quyết đã nhận một thẻ đỏ từ trọng tài chính Nguyễn Mạnh Hải sau khi có phản ứng với trợ lý trọng tài Nguyễn Lê Nguyên Thành. Theo báo cáo của tổ trọng tài gửi giám sát trận đấu, Văn Quyết có tác động vật lý tới ông Nguyên Thành nhưng mức độ không quá nghiêm trọng. Ngày 21 tháng 4, ban kỷ luật của VFF đã ra án phạt "treo giò" Văn Quyết 8 trận và phạt 40 triệu đồng do có hành vi xâm phạm thân thể trọng tài. Ngày 22 tháng 4, câu lạc bộ Hà Nội đã gửi đơn khiếu nại về án kỷ luật của Văn Quyết. Tuy nhiên, án phạt của Quyết vẫn được giữ nguyên. Ngày 22 tháng 7, Văn Quyết trở lại sau án phạt khi đá chính trong trận hòa 2–2 với Hồng Lĩnh Hà Tĩnh. Trong trận đấu này, anh có pha kiến tạo trong bàn thắng mở tỷ số, sau đó tự mình lập công với tình huống xử lý cá nhân.

## Sự nghiệp quốc tế

### Cấp độ trẻ
Nguyễn Văn Quyết là đội trưởng U-19 Việt Nam tham dự Giải U-21 Quốc tế Báo Thanh Niên năm 2010. Tại giải đấu này, anh cùng các đồng đội đã xuất sắc đánh bại U-21 Thái Lan để giành chức vô địch. Cá nhân Văn Quyết cũng được bình chọn là "Cầu thủ xuất sắc nhất giải đấu". Thành tích này giúp anh được chú ý, tiến cử lên các cấp độ đội tuyển thời gian sau đó.
SEA Games 26 là kỳ SEA Games đầu tiên trong sự nghiệp của Văn Quyết. Tại giải đấu này, anh thi đấu năng nổ và ghi được 5 bàn thắng cho U-23 Việt Nam, trong đó có một cú hat-trick vào lưới đội tuyển U-23 Brunei, được xếp vào top 10 hat-trick nhanh nhất thế giới khi đó. Tuy nhiên, tại kỳ SEA Games này, U-23 Việt Nam đã gây thất vọng khi trắng tay rời giải sau trận tranh huy chương đồng với U-23 Myanmar.
Tại kỳ SEA Games 27, Nguyễn Văn Quyết được bầu làm đội trưởng của U-23 Việt Nam. Anh được giới chuyên môn và người hâm mộ coi là niềm hy vọng lớn nhất của U-23 Việt Nam khi anh là điểm sáng về cả chuyên môn lẫn tinh thần trong đội quân của huấn luyện viên Hoàng Văn Phúc. Tuy nhiên, đội tuyển U-23 Việt Nam đã thi đấu thất vọng và cúi đầu rời SEA Games ngay từ vòng bảng.

### Đội tuyển quốc gia
Ngày 29 tháng 6 năm 2011, Văn Quyết có trận đấu đầu tiên cho đội tuyển Việt Nam khi đá chính trong trận gặp Ma Cao tại vòng loại World Cup 2014. Cũng trong trận đấu này, Quyết là cầu thủ ghi bàn ấn định chiến thắng đậm 6–0 cho tuyển Việt Nam. Kể từ đó, Văn Quyết là cái tên quen thuộc trong mỗi lần tập trung đội tuyển Việt Nam.
Tại trận giao hữu quốc tế ngày 27 tháng 7 năm 2015, trên sân vận động Quốc gia Mỹ Đình, Văn Quyết là người ghi bàn thắng duy nhất cho đội tuyển Việt Nam ở trận thua câu lạc bộ Manchester City 1–8. Anh cũng là cầu thủ Việt duy nhất chọc thủng lưới đội bóng nổi tiếng nước Anh, tính tới thời điểm này.
Dưới thời huấn luyện viên Park Hang-seo, dù là một trong những cầu thủ giàu kinh nghiệm nhất đội hình tại thời điểm đó, nhưng Văn Quyết lại tỏ ra không phù hợp với lối chơi phòng thủ chắc chắn rồi lập tức phản công nhanh của huấn luyện viên người Hàn Quốc. Văn Quyết được bầu là đội trưởng của đội tuyển Việt Nam tại AFF Cup 2018. Tuy nhiên, màn trình diễn của anh trong chức vô địch năm đó là rất mờ nhạt khi không được sử dụng một phút nào ở các trận bán kết và chung kết. Trong các giải đấu sau đó của huấn luyện viên Park Hang-seo, Văn Quyết cũng không được triệu tập lên đội tuyển quốc gia với lí do đơn giản là anh không hợp triết lý thi đấu của vị huấn luyện viên người Hàn Quốc, do lối chơi của ông Park Hang-seo có thiên hướng phòng thủ và ông thường sử dụng những cầu thủ giàu tốc độ ở tuyến trên để sẵn sàng cho những đợt phản công chớp nhoáng, cách chơi như vậy có nhiều khác biệt so với lối chơi ở câu lạc bộ Hà Nội, khi đội bóng thủ đô luôn chơi tấn công áp đặt với mọi đối thủ và Văn Quyết luôn là người dẫn dắt, điều tiết lối chơi dù xung quanh anh luôn có những ngôi sao đẳng cấp nhất như Thành Lương, Hùng Dũng, Samson.
Với phong độ ổn định trong màu áo Hà Nội FC mùa giải 2022 đã giúp Văn Quyết được huấn luyện viên Park Hang-seo triệu tập trở lại đội tuyển quốc gia trong đợt tập trung tháng 9 năm 2022. Tại giải giao hữu quốc tế Hưng Thịnh 2022, anh đã thi đấu ấn tượng và ghi bàn trong cả 2 trận đấu của đội tuyển Việt Nam. Tại AFF Cup 2022, giải đấu cuối cùng của ông Park với đội tuyển Việt Nam, Quyết dù có tên trong danh sách tham dự nhưng anh không được ông thầy Hàn Quốc sử dụng nhiều. Cụ thể, Văn Quyết chỉ chơi 4 trận (2 đá chính, 2 dự bị) với 247 phút ra sân và không có bàn thắng nào. Anh tiếp tục không nằm trong ưu tiên triển khai sơ đồ quen thuộc của nhà cầm quân người Hàn Quốc.
Vào ngày 12 tháng 10 năm 2024, sau trận giao hữu với đội tuyển Ấn Độ, Văn Quyết thông báo giã từ sự nghiệp thi đấu quốc tế.

## Cuộc sống cá nhân
Năm 2015, Nguyễn Văn Quyết kết hôn với Nguyễn Huyền Mi (sinh năm 1990), con gái cả của cựu chủ tịch câu lạc bộ bóng đá Sài Gòn Nguyễn Giang Đông. Cặp đôi đã có với nhau một con trai và một con gái.
Trong một buổi giao lưu với các em nhỏ tại Bắc Giang vào tháng 9 năm 2022, Văn Quyết đã tiết lộ câu lạc bộ mà anh hâm mộ là AC Milan và đã bỏ rất nhiều thời gian xem YouTube để học hỏi những kỹ năng chơi bóng của thần tượng Kaká.

## Phong cách thi đấu
Văn Quyết được nhiều chuyên gia đánh giá là cầu thủ xuất sắc, toàn diện và thuộc hàng "hiếm" của bóng đá Việt Nam. Khi còn chơi ở đội trẻ Viettel và Câu lạc bộ Hà Nội (tiền thân của Câu lạc bộ bóng đá Sài Gòn ), anh được coi là mẫu cầu thủ mạnh về tốc độ, kĩ thuật cá nhân và nhãn quan chiến thuật rất tốt cũng như những pha chọn vị trí ghi bàn chuẩn xác. Khi gia nhập Hà Nội T&T (tiền thân của Hà Nội FC ), Văn Quyết thường được chơi ở vị trí tiền vệ cánh hoặc tiền đạo lùi. Với khả năng di chuyển đa dạng khi thì bám biên, khi thì đột phá vào trung lộ, xâm nhập vùng cấm và hoán đổi vị trí linh hoạt với đồng đội. Nhiều đường lên bóng của CLB Hà Nội thường qua chân Văn Quyết, hay nói cách khác, anh chính là nhạc trưởng trong lối chơi của đội bóng thủ đô.
Trong những mùa giải gần đây, Văn Quyết đã không còn giữ được tốc độ quá tốt, anh cũng không có một thể hình ấn tượng, thể lực dồi dào để chiếm lợi thế trong những pha tranh chấp tay đôi với những cầu thủ trung vệ ngoại cao to của đối phương. Nhưng điều Quyết luôn có là những pha xử lý tinh quái, anh cài người và che chắn rất khôn khéo rồi bất ngờ thoát đi để làm khó các cầu thủ phòng ngự đối phương. Nếu không thể tiếp tục đi bóng hay chuyền bóng, anh luôn khiến đối phương phải phạm lỗi.
Huấn luyện viên trưởng Hà Nội FC mùa giải 2022 - Chun Jae-ho đã nhận xét: "Văn Quyết là linh hồn của đội bóng với khả năng dẫn dắt, cầm nhịp và điều tiết lối chơi. Tôi vinh dự và tự hào khi được làm việc với cậu ấy". Trong khi huấn luyện viên Phan Thanh Hùng cũng từng chia sẻ ở mùa giải 2022: "Văn Quyết mới là cầu thủ không thể thiếu đối với CLB Hà Nội. Cậu ấy nhiều lần giúp Hà Nội thay đổi cục diện trận đấu. Nếu không có Văn Quyết, cách đá tấn công của Hà Nội khó mà trơn tru được". Còn huấn luyên viên Chu Đình Nghiêm chia sẻ sau thất bại 0-3 của CLB Hải Phòng trước CLB Hà Nội tại V-League 2023: "Văn Quyết không đơn giản để ngăn cản. Bạn ấy tài năng, có thể dìu dắt lối chơi và có thể định đoạt trận đấu. Không phải ai cũng khoá được Văn Quyết. Bạn ấy đá mười mấy năm ở V-League, đội bóng nào cũng biết bạn ấy chơi hay nhưng có ai khoá được đâu. Để ngăn chặn Văn Quyết thì cần lối chơi của cả tập thể, không phải của cá nhân".
Ngoài vị trí tiền đạo cánh, anh cũng có thể đá tốt cả vị trí tiền vệ chạy cánh và tiền vệ tấn công.

## Thống kê sự nghiệp

### Câu lạc bộ
Tính đến ngày 4 tháng 10 năm 2024
| Câu lạc bộ     | Mùa giải       | Giải vô địch   | Giải vô địch | Giải vô địch | Cúp quốc gia | Cúp quốc gia | Châu lục | Châu lục | Khác | Khác | Tổng cộng | Tổng cộng |
| Câu lạc bộ     | Mùa giải       | Hạng           | Trận         | Bàn          | Trận         | Bàn          | Trận     | Bàn      | Trận | Bàn  | Trận      | Bàn       |
| -------------- | -------------- | -------------- | ------------ | ------------ | ------------ | ------------ | -------- | -------- | ---- | ---- | --------- | --------- |
| Viettel        | 2010           | V.League 2     | 23           | 8            | 2            | 0            | —        | —        | —    | —    | 25        | 8         |
| Hà Nội         | 2011           | V.League 1     | 25           | 9            | 1            | 0            | 5        | 1        | 1    | 0    | 32        | 10        |
| Hà Nội         | 2012           | V.League 1     | 24           | 12           | 4            | 1            | —        | —        | —    | —    | 28        | 13        |
| Hà Nội         | 2013           | V.League 1     | 22           | 7            | 0            | 0            | —        | —        | —    | —    | 22        | 7         |
| Hà Nội         | 2014           | V.League 1     | 22           | 11           | 1            | 0            | 10       | 7        | 1    | 0    | 34        | 18        |
| Hà Nội         | 2015           | V.League 1     | 25           | 13           | 4            | 3            | 2        | 0        | —    | —    | 31        | 16        |
| Hà Nội         | 2016           | V.League 1     | 19           | 5            | 7            | 6            | 1        | 0        | 1    | 0    | 28        | 11        |
| Hà Nội         | 2017           | V.League 1     | 24           | 9            | 1            | 0            | 7        | 5        | 1    | 1    | 33        | 15        |
| Hà Nội         | 2018           | V.League 1     | 19           | 7            | 6            | 0            | —        | —        | —    | —    | 25        | 7         |
| Hà Nội         | 2019           | V.League 1     | 15           | 9            | 4            | 4            | 13       | 9        | 1    | 0    | 33        | 22        |
| Hà Nội         | 2020           | V.League 1     | 20           | 5            | 3            | 5            | —        | —        | 1    | 0    | 24        | 10        |
| Hà Nội         | 2021           | V.League 1     | 10           | 1            | 0            | 0            | —        | —        | 1    | 0    | 11        | 1         |
| Hà Nội         | 2022           | V.League 1     | 18           | 6            | 3            | 3            | —        | —        | —    | —    | 21        | 9         |
| Hà Nội         | 2023           | V.League 1     | 13           | 9            | 0            | 0            | —        | —        | 1    | 0    | 14        | 9         |
| Hà Nội         | 2023–24        | V.League 1     | 25           | 11           | 4            | 1            | 5        | 0        | —    | —    | 34        | 12        |
| Hà Nội         | 2024–25        | V.League 1     | 3            | 2            | 0            | 0            | 0        | 0        | —    | —    | 3         | 2         |
| Hà Nội         | Tổng cộng      | Tổng cộng      | 253          | 102          | 34           | 22           | 38       | 22       | 8    | 1    | 333       | 147       |
| Tổng sự nghiệp | Tổng sự nghiệp | Tổng sự nghiệp | 276          | 110          | 36           | 22           | 38       | 22       | 8    | 1    | 358       | 155       |

1. ↑  Ra sân tại AFC Cup
2. 1 2 3 4 5 6 7 8  Ra sân tại Siêu cúp quốc gia
3. ↑  Ra sân 2 trận, ghi 1 bàn tại AFC Champions League; 8 trận, 6 bàn tại AFC Cup
4. 1 2 3  Ra sân tại AFC Champions League
5. ↑  Ra sân 1 trận tại AFC Champions League; 6 trận, ghi 5 bàn tại AFC Cup
6. ↑  Ra sân 2 trận, ghi 2 bàn tại AFC Champions League; 11 trận, 7 bàn tại AFC Cup

### Quốc tế
Tính đến ngày 16 tháng 11 năm 2023
| Đội tuyển quốc gia | Năm       | Trận | Bàn |
| ------------------ | --------- | ---- | --- |
| Việt Nam           | 2011      | 5    | 1   |
| Việt Nam           | 2012      | 9    | 2   |
| Việt Nam           | 2013      | 2    | 0   |
| Việt Nam           | 2014      | 10   | 5   |
| Việt Nam           | 2015      | 4    | 1   |
| Việt Nam           | 2016      | 10   | 4   |
| Việt Nam           | 2017      | 5    | 2   |
| Việt Nam           | 2018      | 4    | 0   |
| Việt Nam           | 2022      | 5    | 3   |
| Việt Nam           | 2023      | 2    | 0   |
| Việt Nam           | Tổng cộng | 55   | 18  |

#### Bàn thắng quốc tế
Bàn thắng của đội tuyển Việt Nam được ghi trước.
| #   | Ngày                 | Địa điểm                                                 | Đối thủ         | Bàn thắng | Kết quả     | Giải đấu                  |
| --- | -------------------- | -------------------------------------------------------- | --------------- | --------- | ----------- | ------------------------- |
| 1.  | 29 tháng 6 năm 2011  | Sân vận động Thống Nhất, Thành phố Hồ Chí Minh, Việt Nam | Ma Cao          | 6–0       | 6–0         | Vòng loại World Cup 2014  |
| 2.  | 10 tháng 6 năm 2012  | Sân vận động Vượng Giác, Vượng Giác, Hồng Kông           | Hồng Kông       | 1–1       | 2–1         | Giao hữu                  |
| 3.  | 30 tháng 11 năm 2012 | Sân vận động Rajamangala, Băng Cốc, Thái Lan             | Thái Lan        | 1–2       | 1–3         | AFF Cup 2012              |
| 4.  | 2 tháng 7 năm 2014   | Sân vận động Gò Đậu, Thủ Dầu Một, Việt Nam               | Myanmar         | 6–0       | 6–0         | Giao hữu                  |
| 5.  | 29 tháng 10 năm 2014 | Sân vận động Thống Nhất, Thành phố Hồ Chí Minh, Việt Nam | U-23 Baharain   | 2–0       | 3–0         | Giao hữu không chính thức |
| 6.  | 9 tháng 11 năm 2014  | Sân vận động Quốc gia Mỹ Đình, Hà Nội, Việt Nam          | Palestine       | 1–3       | 1–3         | Giao hữu                  |
| 7.  | 16 tháng 11 năm 2014 | Sân vận động Quốc gia Mỹ Đình, Hà Nội, Việt Nam          | Malaysia        | 2–1       | 3–1         | Giao hữu                  |
| 8.  | 7 tháng 12 năm 2014  | Sân vận động Shah Alam, Shah Alam, Malaysia              | Malaysia        | 2–1       | 2–1         | AFF Cup 2014              |
| 9.  | 27 tháng 7 năm 2015  | Sân vận động Quốc gia Mỹ Đình, Hà Nội, Việt Nam          | Manchester City | 1–8       | 1–8         | Giao hữu không chính thức |
| 10. | 31 tháng 5 năm 2016  | Sân vận động Quốc gia Mỹ Đình, Hà Nội, Việt Nam          | Syria           | 2–0       | 2–0         | Giao hữu                  |
| 11. | 6 tháng 6 năm 2016   | Sân vận động Thuwunna, Yangon, Myanmar                   | Singapore       | 2–0       | 3–0 (s.h.p) | AYA Bank Cup 2016         |
| 12. | 20 tháng 11 năm 2016 | Sân vận động Thuwunna, Yangon, Myanmar                   | Myanmar         | 1–0       | 2–1         | AFF Cup 2016              |
| 13. | 3 tháng 12 năm 2016  | Sân vận động Pakansari, Bogor, Indonesia                 | Indonesia       | 1–1       | 1–2         | AFF Cup 2016              |
| 14. | 5 tháng 9 năm 2017   | Sân vận động Olympic Phnôm Pênh, Phnôm Pênh, Campuchia   | Campuchia       | 1–0       | 2–1         | Vòng loại Asian Cup 2019  |
| 15. | 10 tháng 10 năm 2017 | Sân vận động Quốc gia Mỹ Đình, Hà Nội, Việt Nam          | Campuchia       | 2–0       | 5–0         | Vòng loại Asian Cup 2019  |
| 16. | 21 tháng 9 năm 2022  | Sân vận động Thống Nhất, Thành phố Hồ Chí Minh, Việt Nam | Singapore       | 1–0       | 4–0         | Giải Hưng Thịnh 2022      |
| 17. | 27 tháng 9 năm 2022  | Sân vận động Thống Nhất, Thành phố Hồ Chí Minh, Việt Nam | Ấn Độ           | 3–0       | 3–0         | Giải Hưng Thịnh 2022      |
| 18. | 14 tháng 12 năm 2022 | Sân vận động Hàng Đẫy, Hà Nội, Việt Nam                  | Philippines     | 1–0       | 1–0         | Giao hữu                  |

### U-23/Olympic
| #   | Ngày                 | Địa điểm                                           | Đối thủ     | Bàn thắng | Kết quả     | Giải đấu                                        |
| --- | -------------------- | -------------------------------------------------- | ----------- | --------- | ----------- | ----------------------------------------------- |
| 1.  | 3 tháng 11 năm 2011  | Sân vận động Gelora Bung Karno, Jakarta, Indonesia | Philippines | 3–1       | 3–1         | SEA Games 2011                                  |
| 2.  | 12 tháng 11 năm 2011 | Sân vận động Lebak Bulus, Jakarta, Indonesia       | Brunei      | 1–0       | 8–0         | SEA Games 2011                                  |
| 3.  | 12 tháng 11 năm 2011 | Sân vận động Lebak Bulus, Jakarta, Indonesia       | Brunei      | 2–0       | 8–0         | SEA Games 2011                                  |
| 4.  | 12 tháng 11 năm 2011 | Sân vận động Lebak Bulus, Jakarta, Indonesia       | Brunei      | 3–0       | 8–0         | SEA Games 2011                                  |
| 5.  | 17 tháng 11 năm 2011 | Sân vận động Lebak Bulus, Jakarta, Indonesia       | Lào         | 2–1       | 3–1         | SEA Games 2011                                  |
| 6.  | 25 tháng 6 năm 2012  | Sân vận động Thuwunna, Yangon, Myanmar             | Myanmar     | 1–0       | 1–3         | Vòng loại giải vô địch bóng đá U-22 châu Á 2013 |
| 7.  | 15 tháng 12 năm 2013 | Sân vận động Zayarthiri, Naypyidaw, Myanmar        | Lào         | 2–0       | 5–0         | SEA Games 2013                                  |
| 8.  | 15 tháng 12 năm 2013 | Sân vận động Zayarthiri, Naypyidaw, Myanmar        | Lào         | 3–0       | 5–0         | SEA Games 2013                                  |
| 9.  | 14 tháng 8 năm 2018  | Sân vận động Wibawa Mukti, Cikarang, Indonesia     | Pakistan    | 2–0       | 3–0         | Đại hội Thể thao châu Á 2018                    |
| 10. | 1 tháng 9 năm 2018   | Sân vận động Pakansari, Cibinong, Indonesia        | UAE         | 1–1       | 1–1 (3–4 p) | Đại hội Thể thao châu Á 2018                    |

## Danh hiệu
Hà Nội
- V.League 1: 2013, 2016, 2018, 2019, 2022
- Cúp quốc gia: 2019, 2020, 2022
- Siêu cúp quốc gia: 2010, 2018, 2019, 2020, 2022

U-19 Việt Nam
- Giải bóng đá U-21 Quốc tế Báo Thanh niên: 2010

U-23 / Olympic Việt Nam
- VFF Cup: 2018
- Hạng tư Đại hội Thể thao châu Á: 2018

Việt Nam
- Giải vô địch bóng đá Đông Nam Á: 2018 , 2022
- VFF Cup: 2022
- AYA Bank Cup 2016

Cá nhân
- Vận động viên tiêu biểu toàn quốc: 2020
- Quả bóng vàng Việt Nam: 2020, 2022
- Quả bóng bạc Việt Nam: 2014, 2015
- Cầu thủ trẻ xuất sắc nhất Việt Nam: 2010, 2011
- Cầu thủ xuất sắc nhất V.League 1: 2018, 2020, 2022
- Đội hình tiêu biểu V.League 1: 2011, 2014, 2015, 2018, 2019, 2022
- Cầu thủ xuất sắc nhất Giải bóng đá U-21 Quốc tế báo Thanh niên: 2010
- Top 10 gương mặt trẻ Việt Nam tiểu biểu: 2020
- Huân chương Lao động hạng ba: 2018